# Прутський
Прутськи́й (рос. Прутской) — селище у складі Павловського району Алтайського краю, Росія. Адміністративний центр Прутської сільської ради.

## Населення
Населення — 2521 особа (2010; 2465 у 2002).
Національний склад (станом на 2002 рік):
- росіяни — 89 %